# ماثيو هولاند
ماثيو هولاند (9 ديسمبر 1971 بورسستر في المملكة المتحدة - )  (بالإنجليزية: Matthew Holland)‏ هو لاعب كريكت بريطاني. لعب مع Wiltshire County Cricket Club ‏.